# Conde de Vila Nova de Cerveira
O título de Conde de Vila Nova de Cerveira foi criado por decreto do rei D. Luís I de Portugal, datado de 19 de Maio de 1866, a favor de D. Pedro José Nazareno de Noronha, único titular.

## Titulares
1. D. Pedro José Nazareno de Noronha.
O título encontra-se actualmente extinto, sendo seu atual pretendente D. Pedro José Wagner de Noronha de Alarcão, 14.º Conde dos Arcos.